# Данієль Іглесіас
Данієль Іглесіас (ісп. Daniel Iglesias; нар. 14 травня 1962) — аргентинський борець вільного та греко-римського стилів, дворазовий чемпіон та срібний призер чемпіонатів Південної Америки, срібний та бронзовий призер Панамериканських чемпіонатів, чотириразовий чемпіон, срібний та п'ятиразовий бронзовий призер Південноамериканських ігор, учасник Олімпійських ігор.

## Життєпис
Боротьбою почав займатися з 1972 року. У 1979 році став бронзовим призером Панамериканського чемпіонату з серед молоді. У 1982 році здобув срібну медаль на цьому ж турнірі.
Виступає за борцівський клуб «All Bois». Тренер — Ерік Леон.

## Спортивні результати на міжнародних змаганнях

### Виступи на Олімпіадах
| Змагання                    | Збірна    | Вагова категорія                 | Місце |
| --------------------------- | --------- | -------------------------------- | ----- |
| Літні Олімпійські ігри 1988 | Аргентина | вільна боротьба, до 82 кг        | AC    |
| Літні Олімпійські ігри 1988 | Аргентина | греко-римська боротьба, до 82 кг | AC    |

### Виступи на Чемпіонатах світу
| Змагання                        | Збірна    | Вагова категорія          | Місце |
| ------------------------------- | --------- | ------------------------- | ----- |
| Чемпіонат світу з боротьби 1987 | Аргентина | вільна боротьба, до 82 кг | 15    |

### Виступи на Панамериканських чемпіонатах
| Змагання                                   | Збірна    | Вагова категорія                 | Місце  |
| ------------------------------------------ | --------- | -------------------------------- | ------ |
| Панамериканський чемпіонат з боротьби 1987 | Аргентина | вільна боротьба, до 82 кг        | 5      |
| Панамериканський чемпіонат з боротьби 1987 | Аргентина | греко-римська боротьба, до 82 кг | 5      |
| Панамериканський чемпіонат з боротьби 1988 | Аргентина | вільна боротьба, до 82 кг        | Срібло |
| Панамериканський чемпіонат з боротьби 1993 | Аргентина | греко-римська боротьба, до 82 кг | Бронза |
| Панамериканський чемпіонат з боротьби 1994 | Аргентина | вільна боротьба, до 82 кг        | 5      |
| Панамериканський чемпіонат з боротьби 1997 | Аргентина | греко-римська боротьба, до 97 кг | 4      |
| Панамериканський чемпіонат з боротьби 1997 | Аргентина | вільна боротьба, до 85 кг        | 4      |
| Панамериканський чемпіонат з боротьби 1998 | Аргентина | вільна боротьба, до 85 кг        | 5      |
| Панамериканський чемпіонат з боротьби 2000 | Аргентина | вільна боротьба, до 85 кг        | 7      |
| Панамериканський чемпіонат з боротьби 2003 | Аргентина | вільна боротьба, до 84 кг        | 6      |

### Виступи на Панамериканських іграх
| Змагання                  | Збірна    | Вагова категорія                 | Місце |
| ------------------------- | --------- | -------------------------------- | ----- |
| Панамериканські ігри 1987 | Аргентина | вільна боротьба, до 82 кг        | 5     |
| Панамериканські ігри 1987 | Аргентина | греко-римська боротьба, до 82 кг | 5     |
| Панамериканські ігри 1991 | Аргентина | вільна боротьба, до 90 кг        | 7     |
| Панамериканські ігри 1991 | Аргентина | греко-римська боротьба, до 90 кг | 7     |
| Панамериканські ігри 1995 | Аргентина | вільна боротьба, до 82 кг        | 5     |
| Панамериканські ігри 1995 | Аргентина | греко-римська боротьба, до 82 кг | 9     |
| Панамериканські ігри 2003 | Аргентина | вільна боротьба, до 84 кг        | 8     |

### Виступи на Чемпіонатах Південної Америки
| Змагання                                    | Збірна    | Вагова категорія                 | Місце  |
| ------------------------------------------- | --------- | -------------------------------- | ------ |
| Чемпіонат Південної Америки з боротьби 1983 | Аргентина | вільна боротьба, до 82 кг        | Золото |
| Чемпіонат Південної Америки з боротьби 1983 | Аргентина | греко-римська боротьба, до 82 кг | Золото |
| Чемпіонат Південної Америки з боротьби 1993 | Аргентина | греко-римська боротьба, до 82 кг | Срібло |

### Виступи на Південноамериканських іграх
| Змагання                       | Збірна    | Вагова категорія                 | Місце  |
| ------------------------------ | --------- | -------------------------------- | ------ |
| Південноамериканські ігри 1978 | Аргентина | вільна боротьба, до 82 кг        | Золото |
| Південноамериканські ігри 1982 | Аргентина | вільна боротьба, до 90 кг        | Золото |
| Південноамериканські ігри 1982 | Аргентина | вільна боротьба, до 82 кг        | Золото |
| Південноамериканські ігри 1986 | Аргентина | вільна боротьба, до 82 кг        | Золото |
| Південноамериканські ігри 1986 | Аргентина | греко-римська боротьба, до 82 кг | Бронза |
| Південноамериканські ігри 1994 | Аргентина | греко-римська боротьба, до 82 кг | Срібло |
| Південноамериканські ігри 1994 | Аргентина | вільна боротьба, до 82 кг        | Бронза |
| Південноамериканські ігри 1998 | Аргентина | греко-римська боротьба, до 97 кг | Бронза |
| Південноамериканські ігри 1998 | Аргентина | вільна боротьба, до 85 кг        | Бронза |
| Південноамериканські ігри 2002 | Аргентина | вільна боротьба, до 84 кг        | Бронза |

### Виступи на змаганнях молодших вікових груп
| Змагання                                                | Збірна    | Вагова категорія                 | Місце  |
| ------------------------------------------------------- | --------- | -------------------------------- | ------ |
| Чемпіонат світу з боротьби серед кадетів 1975           | Аргентина | вільна боротьба, до 60 кг        | 4      |
| Панамериканський чемпіонат з боротьби серед молоді 1979 | Аргентина | вільна боротьба, до 82 кг        | Бронза |
| Панамериканський чемпіонат з боротьби серед молоді 1979 | Аргентина | греко-римська боротьба, до 82 кг | 4      |
| Панамериканський чемпіонат з боротьби серед молоді 1982 | Аргентина | греко-римська боротьба, до 82 кг | Срібло |